# 任天堂・電通ゲームセミナー
任天堂・電通ゲームセミナー（にんてんどうでんつうゲームセミナー）は、任天堂と電通の共催による、学生を対象としたコンピュータゲームのセミナー。1990年から1992年にかけて3期にわたり実施された。

## 概要
1980年代にコンピュータゲームが一大ブームとなったことを機にゲームクリエイターが子供たちのあこがれの職業として挙げられるようになり、1990年代に入ると各ゲーム会社はゲームクリエイターの養成学校を相次いで設立し優秀な人材の確保を目指した。こうした流れの中で、任天堂は当時関係が深かった電通と提携し約1年間をかけてゲーム制作を行うセミナーを実施した。1年目と2年目は東京都の神田にある任天堂東京支店で行われ、3年目は東京に加えて大阪府の任天堂大阪支店でも行われた。
受講希望者は3月に東京の電通本社で行われる1日間の入門セミナーに参加したのちに小論文や面接の試験を受け、その中から選ばれた20人から40人ほどが5月から約10か月間のアドバンスセミナーを受講する。セミナーの前半では任天堂の開発スタッフが教壇に立ってプログラム、デザイン、サウンドなどに関する講義を行い、後半では受講者が実際にゲーム制作を行う。なお、受講料は無料で、開発に必要なパソコンやテレビが貸与された。
1年目のセミナーの終了後、その成果をさらに生かすため、任天堂と電通の共同出資による株式会社マリオが設立され、翌年から追加された上級のマスターセミナーの運営やセミナーで制作された作品の管理・商品化などが行われた。
前述のようにセミナーは3期をもって終了した。その後、2003年より、同じく学生を対象とし任天堂が単独で開催する「任天堂ゲームセミナー」が行われている。

## 製品化された開発作品
セミナーの中で開発された作品のうち、以下の2作品はセミナー終了後にさらに開発が進められ任天堂より発売された。
ジョイメカファイト
1993年5月21日発売のファミリーコンピュータ用ソフト。セミナーでの開発中タイトルは『バトルバトルリーグ』。
この作品でディレクターを務めた林田宏一は後に任天堂に入社している。
一時期、権利の所在が不明となっていたため他機種への移植ができない状態が続いていた。詳細はジョイメカファイト#権利関係についてを参照。
すってはっくん
1997年よりスーパーファミコンの周辺機器のサテラビュー向けに配信。
当初は3期生によりファミリーコンピュータ ディスクシステム用ソフトして開発され、セミナー後には、受講生の鈴井匡伸らが設立したインディーズゼロが引き続き開発を行った。

## 主なセミナー出身者
- 江渡浩一郎 - 1期生。メディアアーティスト、情報理工学者[4][5]。
- 野上恒 - 1期生。ゲームクリエイター。任天堂へ入社[6]。
- 飯田和敏 - 2期生。ゲームクリエイター[4][7]。
- 今井トゥーンズ - 2期生。イラストレーター[4]。
- 林田宏一 - ゲームクリエイター。任天堂へ入社[2]。
- 鈴井匡伸 - 3期生。インディーズゼロを設立[8]。